# 渋川教直
渋川 教直（しぶかわ のりなお）は、室町時代中期から後期にかけての武将・九州探題。

## 生涯
応永29年（1422年）、渋川満直の三男として誕生。幼名は万寿丸。永享6年（1434年）、父が少弐氏の一族横岳頼房に討たれたため九州探題職を継ぎ肥前国養父郡綾部の肥前守護館に入る。
『歴代鎮西志』や『北肥戦誌』によると、永享6年10月16日、右衛門佐（『歴代鎮西志』では右衛門太夫）に任じられ、探題に補し、室町幕府6代将軍・足利義教より偏諱を受けて教直（「直」は亡き父・満直の1字）と名乗ったという。
嘉吉元年（1441年）、大内氏の当主・大内持世が赤松満祐による足利義教の暗殺事件（嘉吉の乱）に遭難して命を落とすと、大内氏を継いだ大内教弘と共に赤松氏討伐に従軍している。翌嘉吉2年（1442年）、教弘と共に大宰府に拠る少弐教頼を討つべく兵を進め、少弐教頼を対馬国へ駆逐する事に成功した。以後、教直は教頼と肥前巨瀬で合戦を行うなど幾度か戦っている。応仁元年（1467年）、応仁の乱が起こると教弘の後を継いだ大内政弘と共に西軍へ味方し、東軍についた教頼と戦う。
同年6月18日、旧肥前守護代家（肥前今川氏）である今川胤秋と共に九州千葉氏の千葉教胤を攻める。翌応仁2年（1468年）、大内軍に味方して少弐教頼を筑前国高祖城で自刃させ父の仇を討った。この後、肥前の治安は安定し教直の探題在職は歴代最長の45年におよんだ。この間には肥前守護として肥前神埼の櫛田宮の修造等を行っている。また博多の聖福寺の造営の費用を得る為に勘合貿易を仕立てるなど、朝鮮への遣使も頻繁に行っている。その際、朝鮮側には「九州節度使」、「九州都元帥」などを称していた。この頃に九州探題の領地であったのは、肥前国養父郡、基肄郡、三根郡、神崎東八郷、筑前国岩戸荘内浜（姪浜）である。肥前国の各地と姪浜は、脊振山の修験者を介して強く結びついていた。
文明11年（1479年）、肥前綾部館で死去。享年58。後を子・万寿丸が継いだ。なお、教直の没後も文明16年（1484年）までは教直の名で朝鮮通交は継続している。